# Наварро, Пау
Па́у Нава́рро Баде́нес (исп. Pau Navarro Badenes; род. 25 апреля 2005, Вильявьеха) — испанский футболист, защитник клуба «Вильярреал».

## Клубная карьера
Наварро — воспитанник клуба «Вильярреал». 12 ноября 2023 года в поединке против «Тенерифе» игрок дебютировал в Сегунде за дублирующий состав. 26 сентября 2024 года в матче против «Эспаньола» он дебютировал в Ла Лиге.